# Gesextes Sperma
Gesextes Sperma ist Sperma, welches nach dem X- und Y-Chromosom getrennt wurde. Es wird hauptsächlich in der Tierzucht verwendet, um das jeweils unerwünschte Geschlecht in der Nachkommenschaft ausschließen zu können und stellt eine Alternative zum Sexen nach der Geburt der Nutztiere dar.
Hierzu wird die Durchflusszytometrie angewendet. Dieses Verfahren nutzt den größeren DNA-Gehalt der weiblichen Spermien, um eine Trennung der Spermien nach Geschlecht zu erzielen. Dabei wird durch das Anlegen einer elektrischen Spannung das Sperma in die drei Fraktionen – weiblich, männlich und nicht zuzuordnen getrennt.

## Einsatz
Damit der Anteil weiblicher Kälber in der Milchzucht bei den Geburten möglichst hoch ausfällt, kommt bei der künstlichen Besamung immer mehr gesextes Sperma zum Einsatz.